# Simon Lindekens
Pour les articles homonymes, voir Lindekens.
Simon Charles Jean Lindekens, né le 18 décembre 1871 et décédé le 7 novembre 1937 fut un homme politique catholique nationaliste flamand.
Lindekens fut docteur en médecine (Université catholique de Louvain, 1895). Il siégea dans le conseil du Katholieke Vlaamse Bond van Limburg, prémices du nationalisme flamand au Limbourg.
Il fut élu sénateur de l'arrondissement de Hasselt-Tongres-Maaseik (1929 à sa mort).

## Généalogie
Il épousa Catho Buckinx, dont il eut deux enfants, Magdalena (1918-) et Gustaaf (1916-).

## Œuvres
- Indrukken bij een tentoonstelling van Wallaert, 1927.
- Verzen van toen en thans, Standaard Boekhandel Bruxelles, 1928.
- Articles dans Ons Leven, De Limburgsche klaroen et autres.
- De Hormonen. Hun physiologische en geneeskundige werking, Verhandelingen van de KVHU, nr. 243, 1926.
- Articles dans Vlaamsch geneeskundig tijdschrift.

## Sources
- Bio sur ODIS